# Церква Перенесення мощей святого Миколая (Велика Плавуча)
Церква Перенесення мощей святого Миколая у Великій Плавучій — парафія і храм греко-католицької громади Козлівського деканату Тернопільсько-Зборівської архієпархії Української греко-католицької церкви в селі Велика Плавуча Тернопільського району Тернопільської области.
Оголошена пам'яткою архітектури місцевого значення.

## Історія церкви
Дерев'яна церква збудована греко-католиками у 1750 році та реконструйована в 1977-му. Парафія і храм належали до УГКЦ до 1946 року. З 1946 по 1990 рік вони перебували в юрисдикції РПЦ, а у 1990 році повернулися в лоно УГКЦ.
У 1995 році парафію відвідав владика Михаїл Колтун.
При церкві діють такі спільноти: братство Матері Божої Неустанної Помочі, «Матері в молитві», Марійська та Вівтарна дружини.
У селі та за його межами встановлені хрести й фігури.
На парафії немає парафіяльної ради, але є церковна прислуга. У власності громади перебувають проборство та дім для дяка.

## Парохи
- о. Петро Сосенко (1885—1903),
- о. Антоній Рудницький (1903—1921),
- о. Престашевський (1928—1932),
- о. Янович (1932—1935),
- о. Володимир Левицький (1935—1939),
- о. Василь Новоринський (1939—1949),
- о. Миколай Шульгай (1951—1957),
- о. Ярослав Домінський (1957—1960),
- о. Федот Гончарук (1960—1982),
- о. Дмитро Борейко (1982—1988),
- о. Іван Цап'юк (1988—1990),
- о. Михайло Смачило (1991—1993),
- о. Олександр Лісецький (з 1993).